# Ultravioletcatastrofe

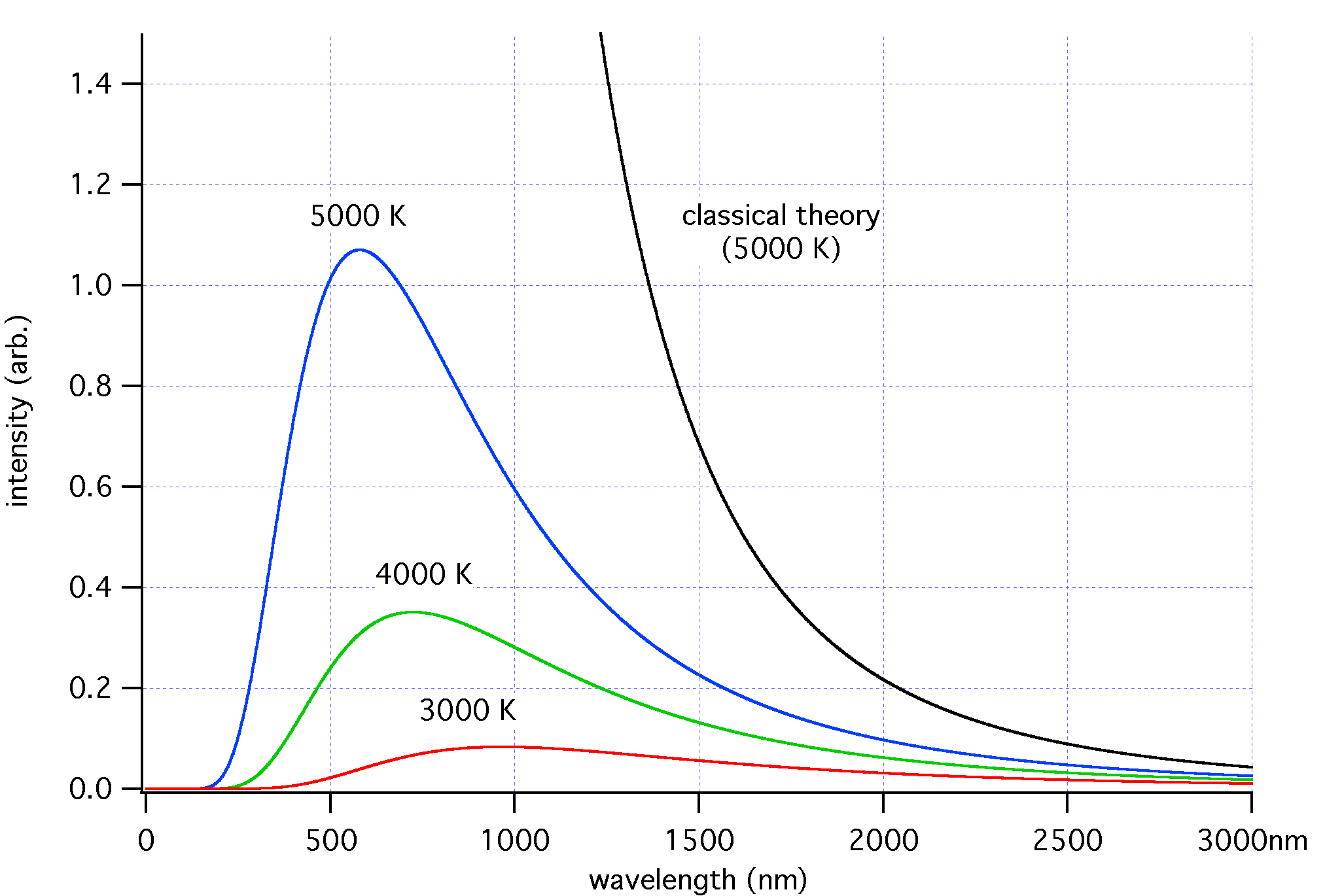
De Ultravioletcatastrofe is de fout bij korte golflengten in de wet van Rayleigh-Jeans voor uitgestraalde energie door een ideaal zwart-lichaam. De fout, die veel meer uitgesproken is voor korte golflengten, is het verschil tussen de zwarte kromme (de verkeerde kromme die wordt voorspeld door de wet van Rayleigh-Jeans) en de blauwe kromme (de correcte kromme die wordt voorspeld door de wet van Planck).

De ultravioletcatastrofe, ook wel de Rayleigh-Jeans-catastrofe, was een paradox van de laat-19e-eeuwse klassieke natuurkunde, waarbij uit het equipartitiebeginsel zou volgen dat een ideaal zwart lichaam in thermisch evenwicht straling met oneindige kracht uitzendt. Deze werd opgelost met de introductie van kwantummechanica.